# زیردریایی کلاس سام
سابمارین کلاس سام (به انگلیسی: Som-class submarine) یک کلاس از زیردریایی است که طول آن 20 m می‌باشد.